# Estelas de Nahr el-Kalb
Las estelas de Nahr el-Kalb son un conjunto conmemorativo compuesto por más de 20 inscripciones y relieves de roca tallados en las rocas calizas alrededor del estuario del Nahr al-Kalb en el Líbano, al norte de Beirut.
Las inscripciones incluyen tres estelas jeroglíficas egipcias de faraones, incluido Ramsés II, seis inscripciones cuneiformes de reyes neoasirios y neobabilonios, incluidos Esarhaddon y Nabucodonosor II, inscripciones romanas y griegas, Inscripciones árabes del sultán mameluco egipcio Barkuk y el príncipe druso Fakhr-al-Din II, un monumento a la intervención de Napoleón III en el Líbano en 1860 y una dedicación a la independencia del Líbano en 1943 de Francia. Como tal, se ha dicho que el sitio resume toda la historia del Líbano en un solo lugar.
El primer europeo en identificar el sitio fue el viajero del siglo XVII Henry Maundrell en 1697, y Franz Heinrich Weissbach fue el primer editor de las inscripciones en 1922.
En 2005, las estelas del río se incluyeron en la iniciativa Memoria del Mundo de la UNESCO.

## Descripción

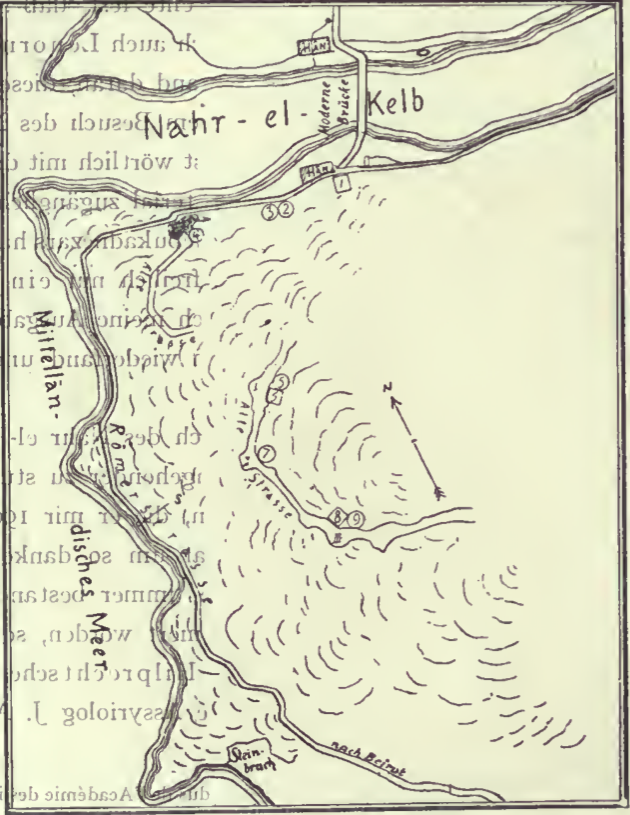
Mapa de las inscripciones, 1887. Los números del 1 al 9 son inscripciones egipcias (números recuadrados) y asirios (números en círculos). Las inscripciones babilónicas están en la orilla norte (pequeño cartel ovalado) y en el camino occidental está la inscripción romana (la letra S y la flecha pequeña).

Los generales y conquistadores del pasado han construido tradicionalmente monumentos en la desembocadura del Nahr al-Kalb. Ramsés II, Nabucodonosor, Esarhaddon, Caracalla e incluso ejércitos de la actual Francia y Gran Bretaña se han involucrado en esta práctica.
Las inscripciones están talladas en un lugar estratégico que domina la carretera costera norte-sur a lo largo del Mediterráneo oriental. La inscripción más antigua es la de Ramsés II y se relaciona con el control de la región por parte del Nuevo Reino de Egipto. Las primeras incursiones egipcias en la región fueron muchos siglos antes, según lo registrado por la Autobiografía de Weni (c. 2280 aC) y la Estela de Sebek-khu (c. 1860 aC).

El primer europeo en identificar el sitio fue el viajero del siglo XVII Henry Maundrell en 1697, quien escribió sobre el cruce del río:
Para acomodar el pasaje, tiene un camino de más de dos yardas de ancho cortado a lo largo de su costado, a una gran altura sobre el agua; siendo obra del emperador Antonino... El recuerdo de ese buen trabajo se perpetúa mediante una inscripción, grabada en una mesa allanada en el costado de la roca natural, no lejos de la entrada al camino... Al pasar por este camino, observamos, en los lados de la roca sobre nosotros, varias tablas de figuras talladas; que parecía prometer algo de antigüedad... como si el viejo camino se hubiera ido en esa región, antes de que Antonino cortara el otro pasaje más conveniente un poco más abajo. En varios lugares por aquí, vimos extrañas figuras antiguas de hombres, talladas en la roca natural, y en tamaño igual a la vida. Cerca de cada figura había una mesa grande, alisada en el costado de la roca y bordeada con molduras. Tanto las efigies como las tablas parecían haber sido escritas en la antigüedad por todas partes: pero los personajes están ahora tan desfigurados, que nada más que sus huellas eran visibles; solo había una de las figuras que tenía tanto sus lineamientos como sus inscripciones enteras.

## Inscripciones

### Inscripciones egipcias
Se conocen tres inscripciones jeroglíficas egipcias todas las cuales llevan la orla de Ramsés II. Se identificaron por primera vez por Karl Richard Lepsius. Se cree que al menos una de ellas se colocó durante la primera campaña del faraón en el Levante, y estableció a Nahr al-Kalb como la frontera entre la provincia egipcia de Canaán y las posesiones de los hititas. Sin embargo, la inscripción está tan desgastada que solo se puede leer el nombre Ramsés II y la fecha "año 4".
Eruditos como Edward Robinson relacionaron las inscripciones de Ramsés II con Sesostris, el faraón egipcio mencionado por Heródoto, en referencia a la nota de Heródoto de que "Los pilares que Sesostris de Egipto estableció en los diversos países en su mayor parte ya no parecían existir; pero en Siria Palestina yo mismo vi que existían con la inscripción sobre ellos que he mencionado y el emblema".

### Inscripciones asirias y babilónicas
Se conocen seis inscripciones cuneiformes neoasirias y neobabilónicas. La estela de Esarhaddon se refiere a la toma de Menfis por parte de Esarhaddon al faraón egipcio Taharqa en 671 a. C. El pasaje está muy dañado, pero se entiende que incluye una referencia a las ciudades de Ashkelon y Tiro, así como a Taharqa y 22 reyes vasallos. Una inscripción se atribuye a Nabucodonosor II.
Un molde de yeso de una de las inscripciones asirias se convirtió en la primera reliquia del antiguo imperio asirio que se llevó al Reino Unido, habiendo sido preparado por Joseph Bonomi el Joven en 1834.

### Inscripciones de la antigüedad clásica
En el lugar se tallaron varias inscripciones grecorromanas.
El más significativo se atribuye a la Legio III Gallica del emperador romano Caracalla (211-217 d. C.), que era de ascendencia púnica y siria y cuyo nombre oficial era "Marcus Aurelius Septimius Bassianus Antoninus". La inscripción se relaciona con el camino de sus fuerzas allí. La inscripción incluye las palabras "Lyco Flumen", lo que permitió a estudiosos como Edward Robinson concluir que el Nahr el-Kalb era el antiguo río Lycus.
Dos de las inscripciones están en griego, una de las cuales todavía se puede leer como una conmemoración de los trabajos de ingeniería o carreteras que dejó Proclo, gobernador bizantino de Fenicia en el 382 d. C. durante el mandato de Teodosio I (379–395 d. C.).

### Inscripciones islámicas
Se conocen dos inscripciones árabes.
El primero se dedicó al sultán mameluco Barkuk (1382-1399).
Henry Maundrell señaló en 1697 una inscripción dedicada al emir del Líbano Fakhr-al-Din II (1572-1635), pero en el siglo XIX esta inscripción ya no era legible.

### Inscripciones coloniales
El primer monumento colonial está dedicado a la intervención de Napoleón III en el Líbano entre 1860 y 1861.
Dos inscripciones (1919 y 1930) marcan la persecución de Haritan, cuando las fuerzas aliadas tomaron Damasco, Homs y Aleppo en octubre de 1918 hacia el final de la Primera Guerra Mundial . La primera inscripción está dedicada al Cuerpo Montado del Desierto de Harry Chauvel,  y la segunda a los contingentes de Australia, Nueva Zelanda, India y Francia, así como al ejército sharifiano de Hussein bin Ali, Sharif de La Meca.
En octubre de 1918, se talló una inscripción para marcar la ocupación británica y francesa de Beirut y Trípoli, durante la Administración del Territorio Enemigo Ocupado.
La siguiente inscripción la dejaron las tropas francesas al mando del general Gouraud, del IV Ejército francés, que tomó Damasco en julio de 1920 en la batalla de Maysalun. El general Gouraud proclamó el establecimiento del Estado del Gran Líbano el 1 de septiembre de 1920.
En 1942, las fuerzas aliadas "cortaron en la cara del acantilado una inscripción que conmemoraba la liberación de Siria y los Líbano" de la Francia de Vichy.

### Inscripción libanesa
En 1946, se erigió un monumento en celebración de la independencia del Líbano de Francia, que se produjo en 1943
En 2000, los manifestantes libaneses, incluidos los partidarios del ex general y actual político Emile Lahoud, erigieron un monumento para marcar la salida de las tropas israelíes del Líbano.

## Memoria del Mundo de la UNESCO
En 2005, las estelas fueron aceptadas en la iniciativa Memoria del Mundo de la UNESCO . La demanda decía que las estelas "resumen toda la historia del Líbano, desde la Alta Antigüedad hasta el presente, evocando claramente los sucesivos avances de los ejércitos faraónico, asirobabilónico, griego, romano, árabe, francés y británico que desafiaron todos los obstáculos rodeando este difícil y muy empinado paso para esculpir estelas conmemorativas en las rocas".

## Galería

Egipcias, asirias y babilónicas
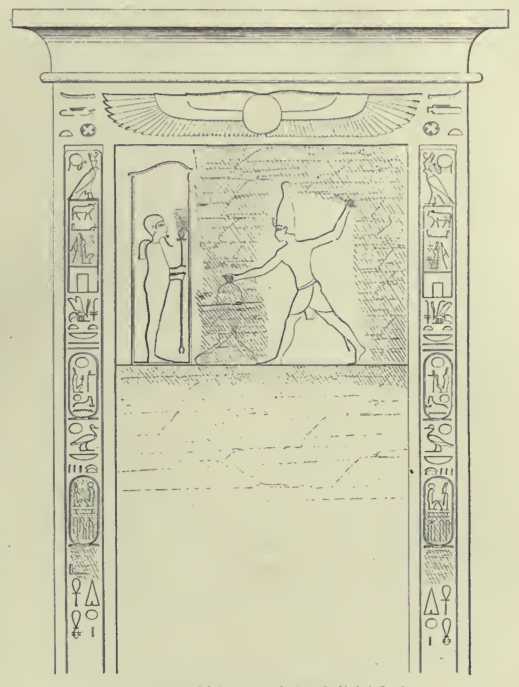
Egipto del Norte (1845)
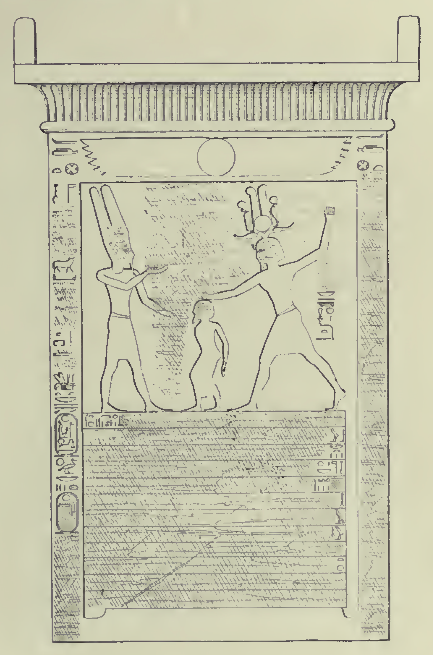
Egipto del Sur (1845)
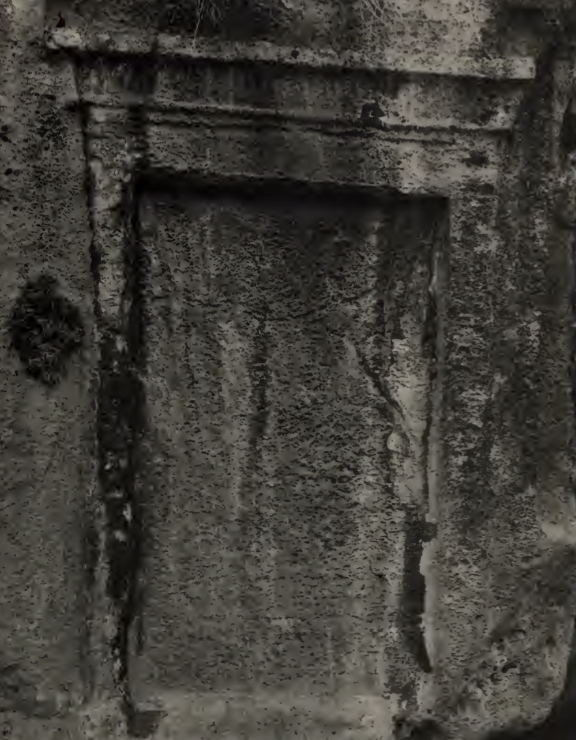
Egipto del Sur (1922)
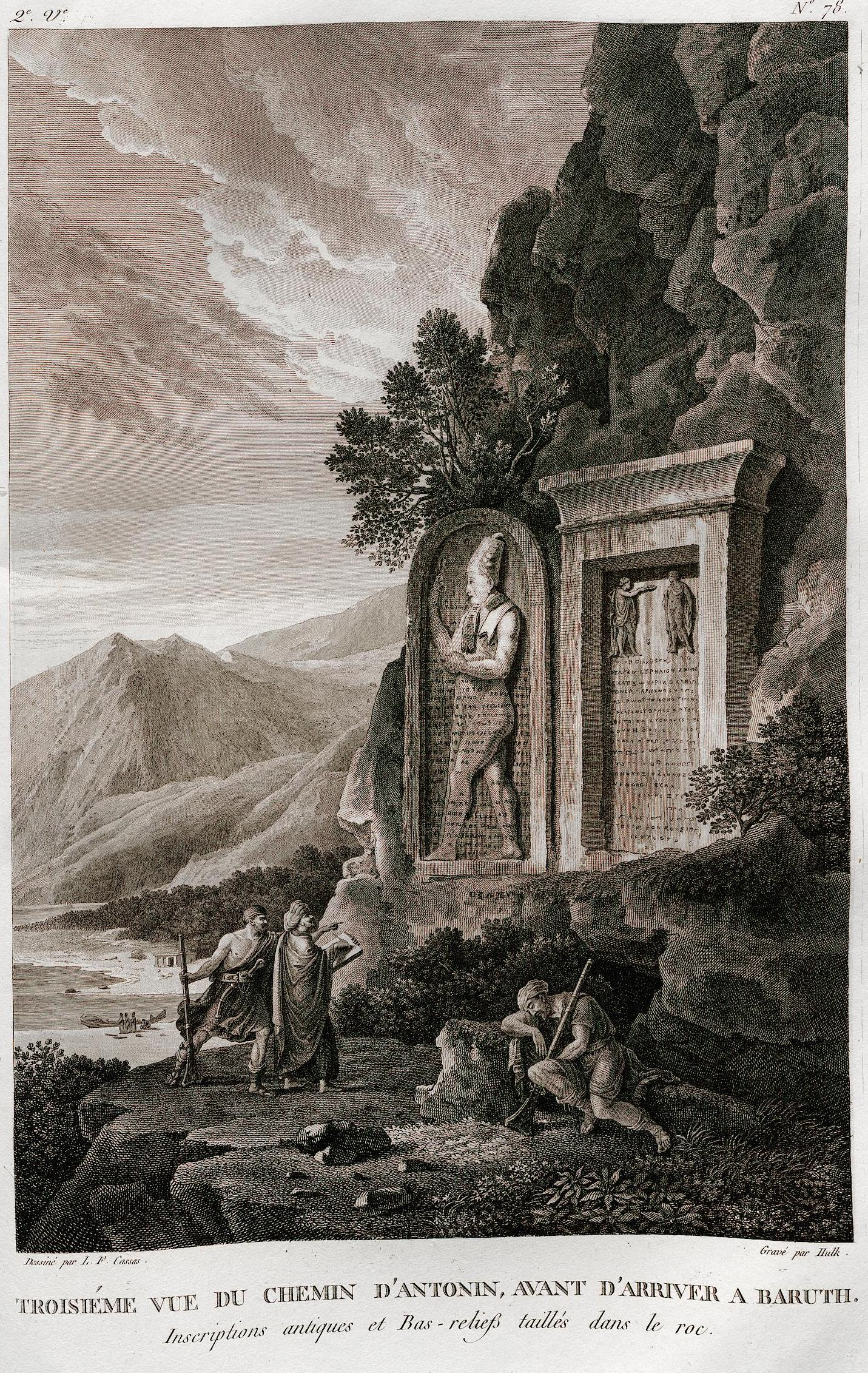
Egipto Medio y Asirio IV (años 1780)
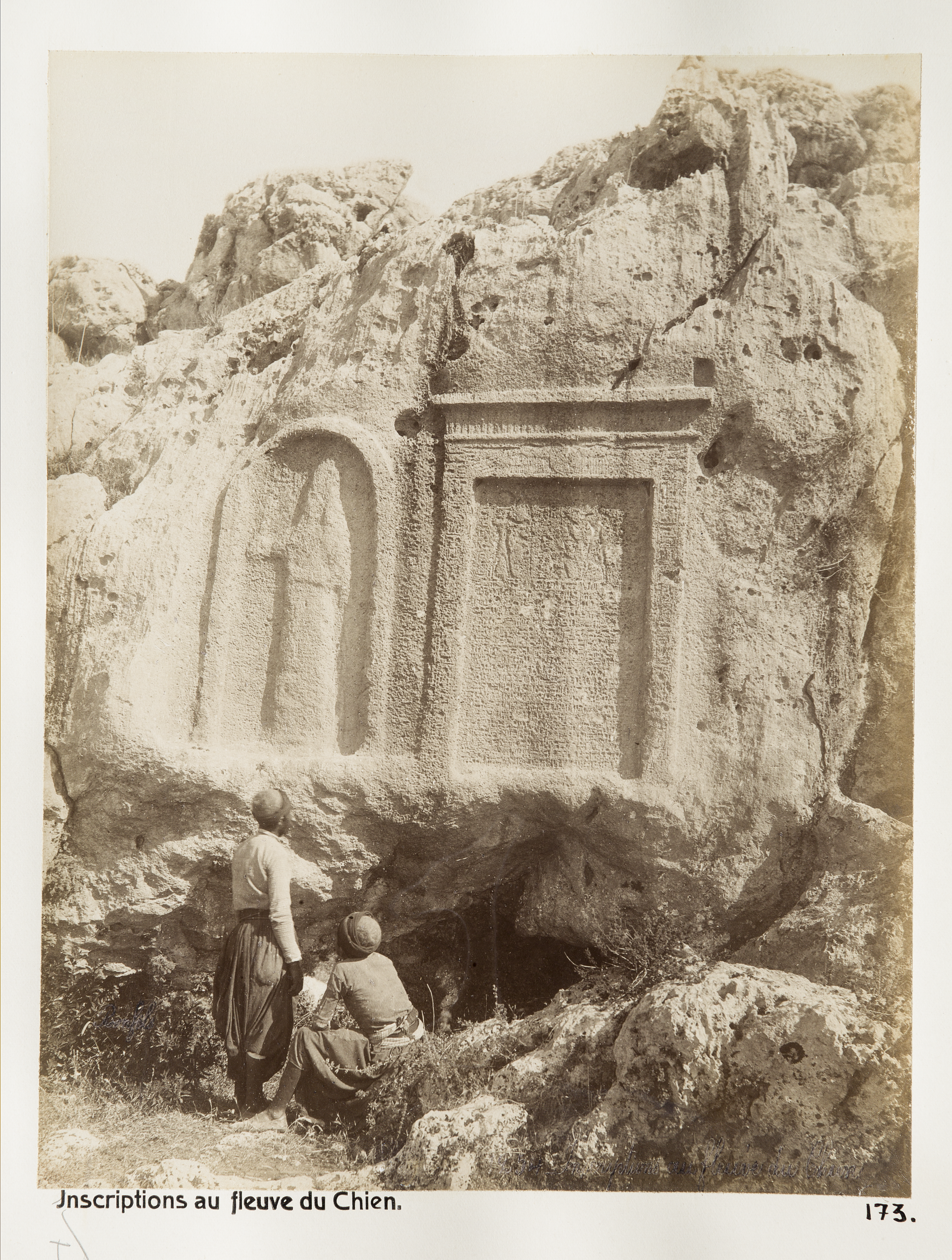
Egipto Medio y Asirio IV (c.1880)
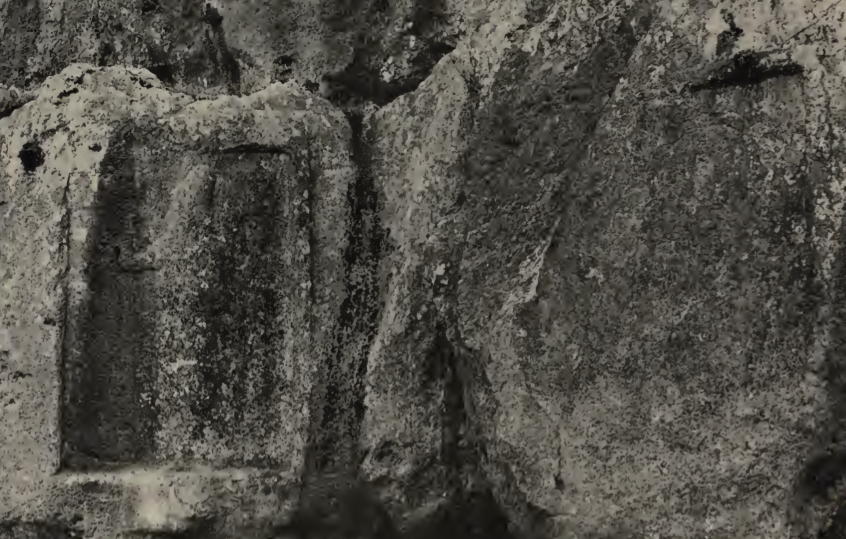
Asirio I y II (1922)
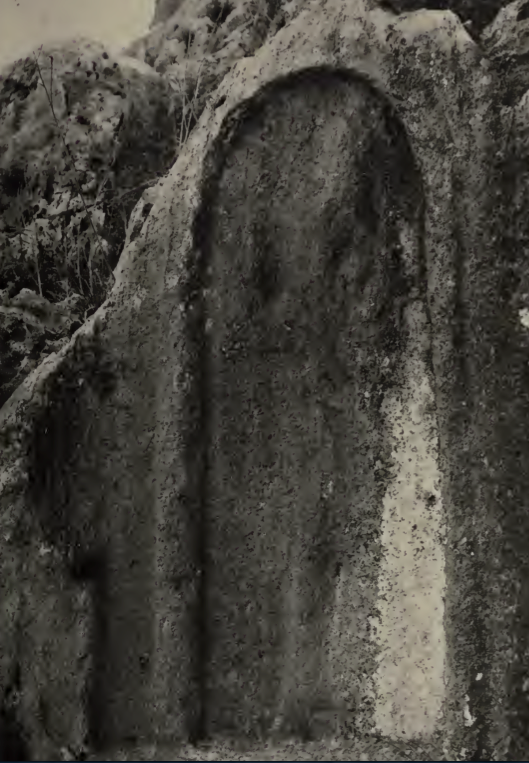
Asirio III (1922)
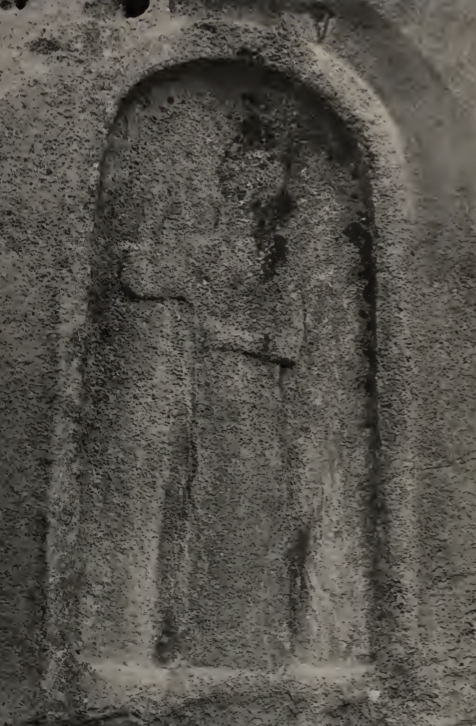
Asirio IV (1922)
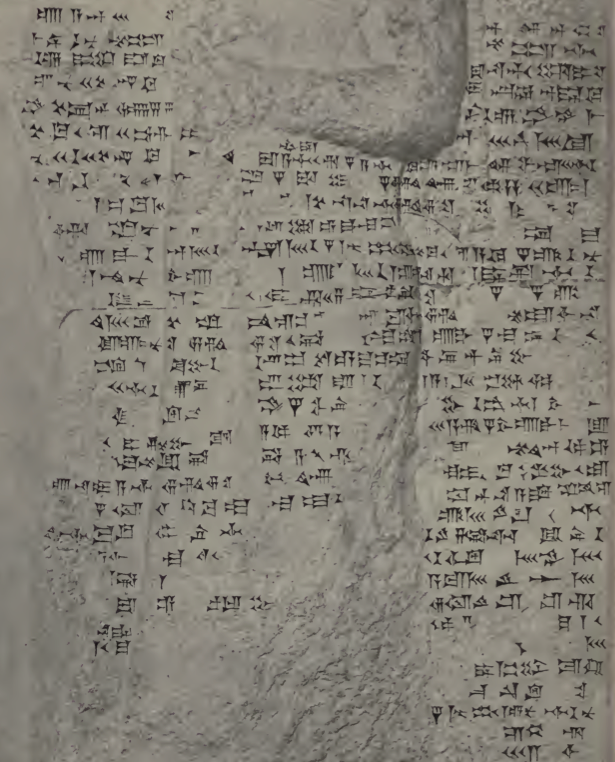
Asirio VI (1922)
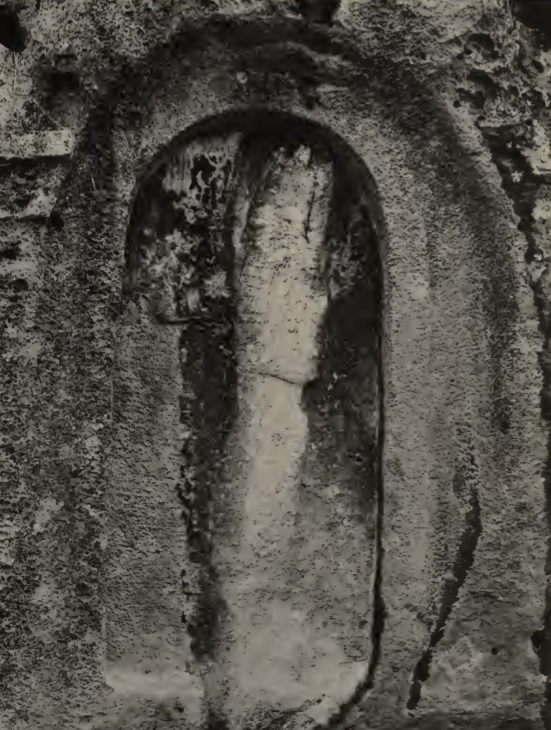
Asirio VI (1922)
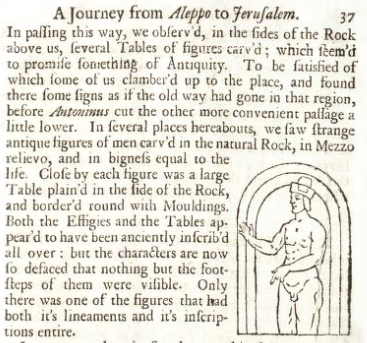
Descripción de Maundrell de las estelas asirias (1697)

Romanas e islámicas
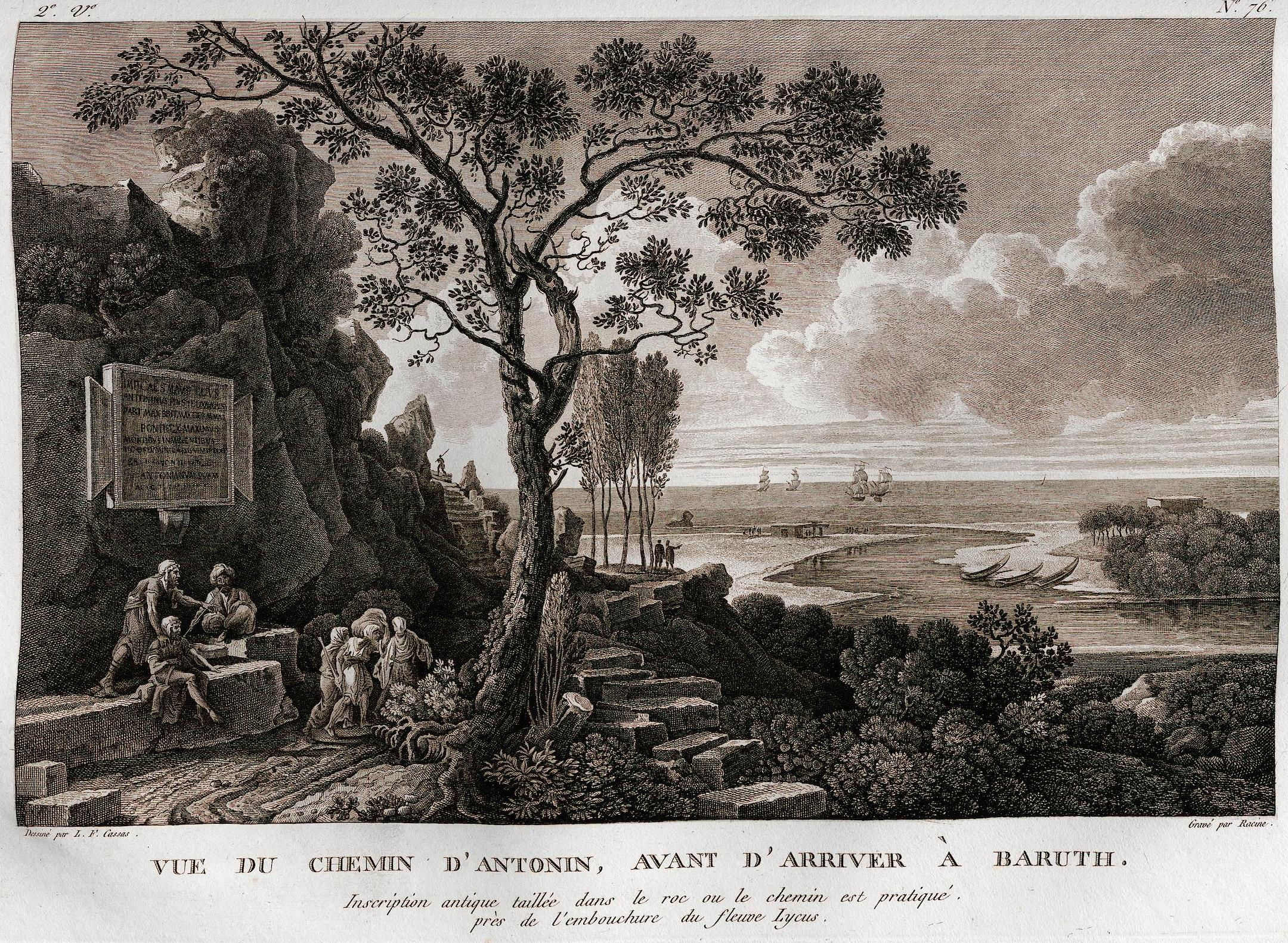
Romano (1780s)
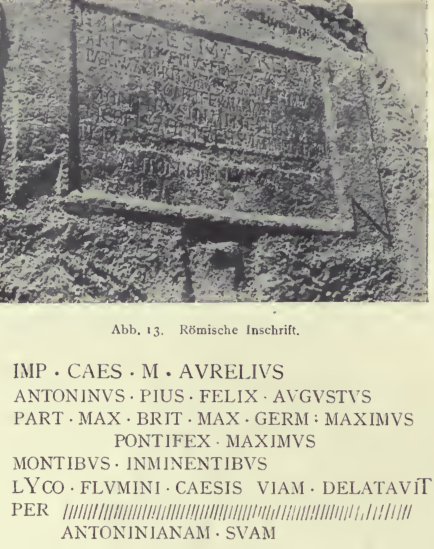
Romano (1922)
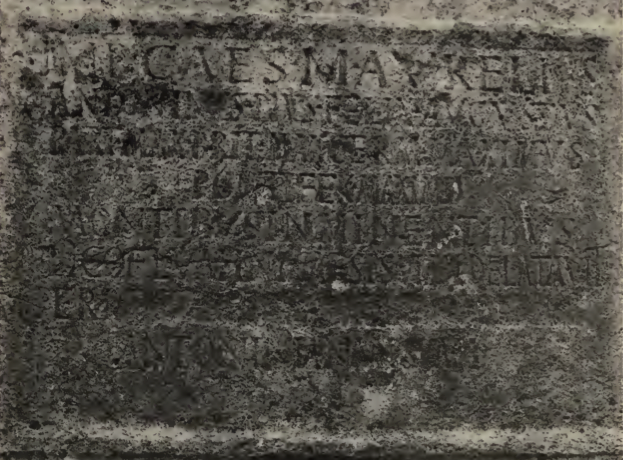
Romano (1922)
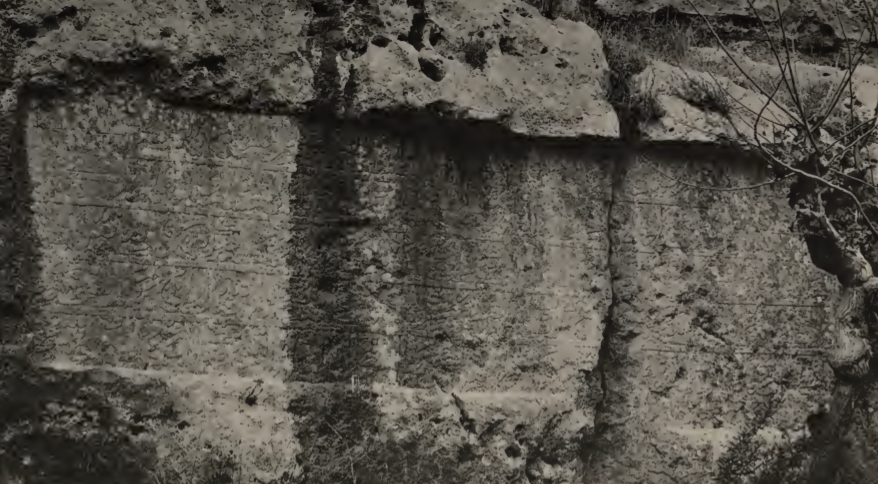
Barkuk (1922)

Coloniales y libanesas
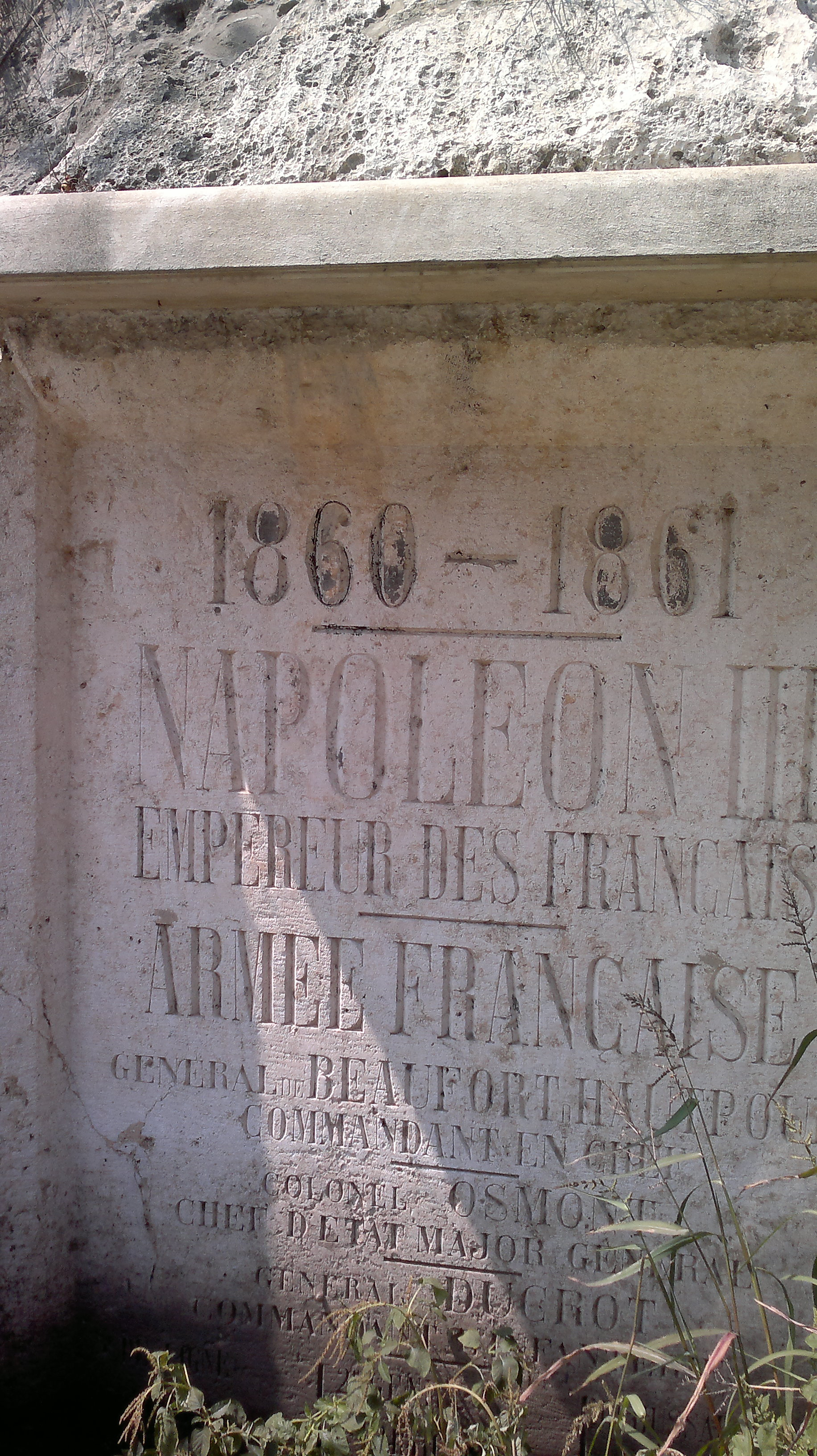
Napoleón III
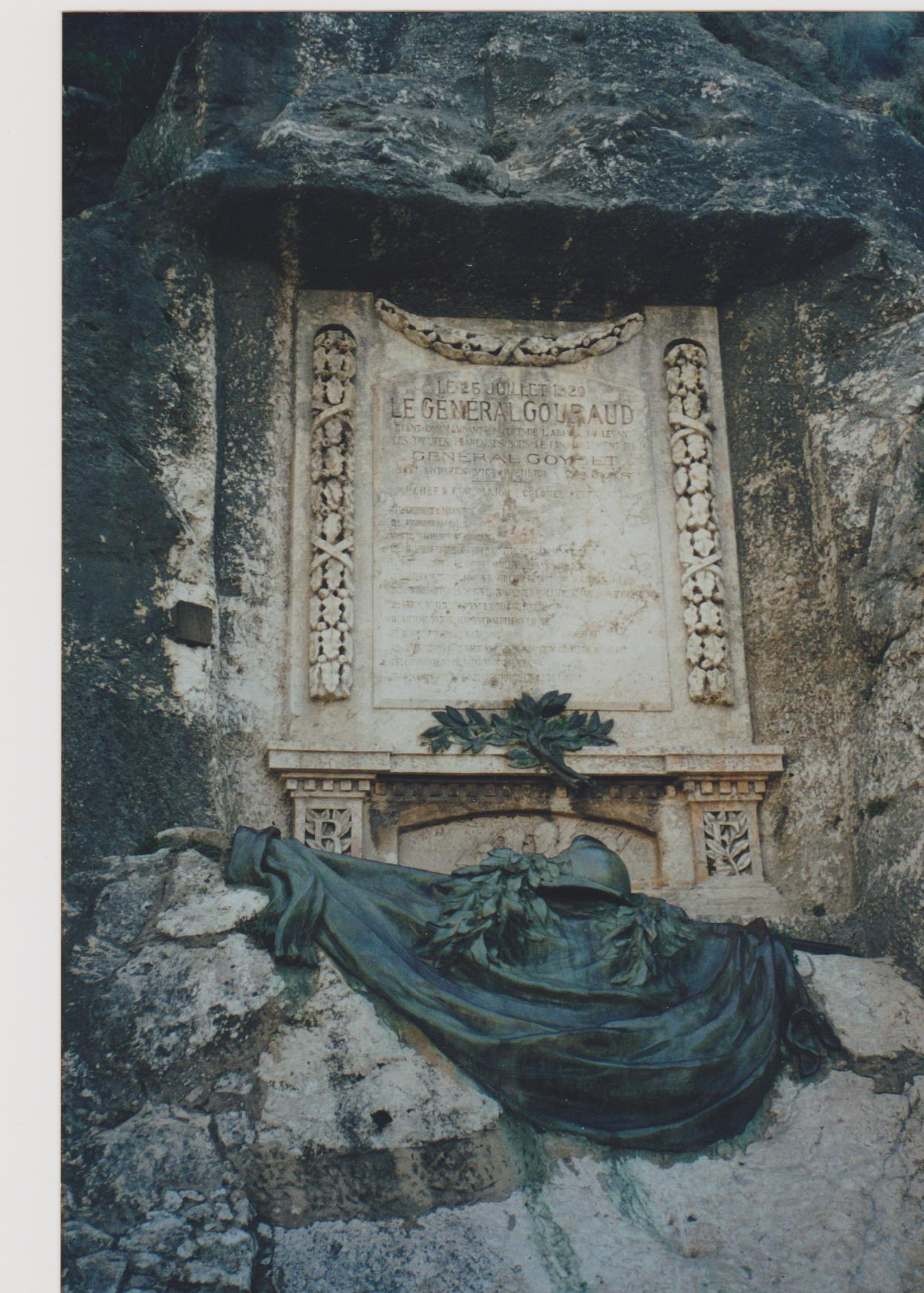
General Gouraud
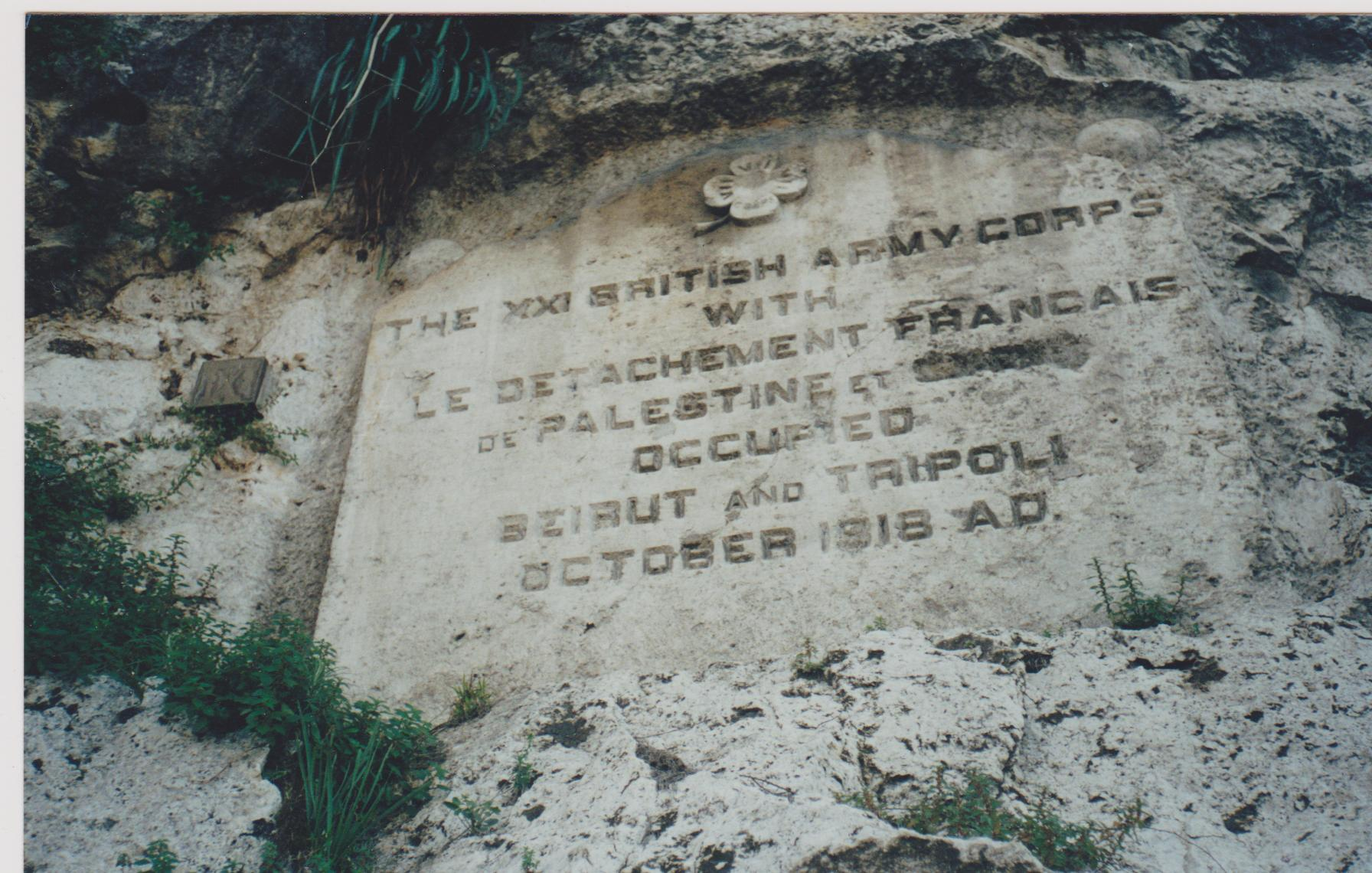
Tropas británicas capturan Beirut y Trípoli (1918)
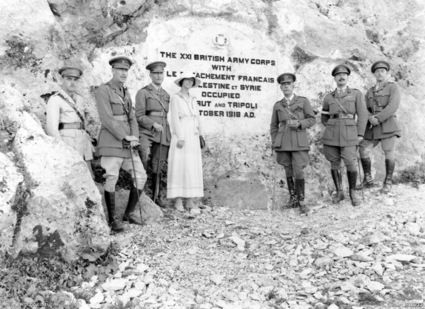
Harry Chauvel (1918)
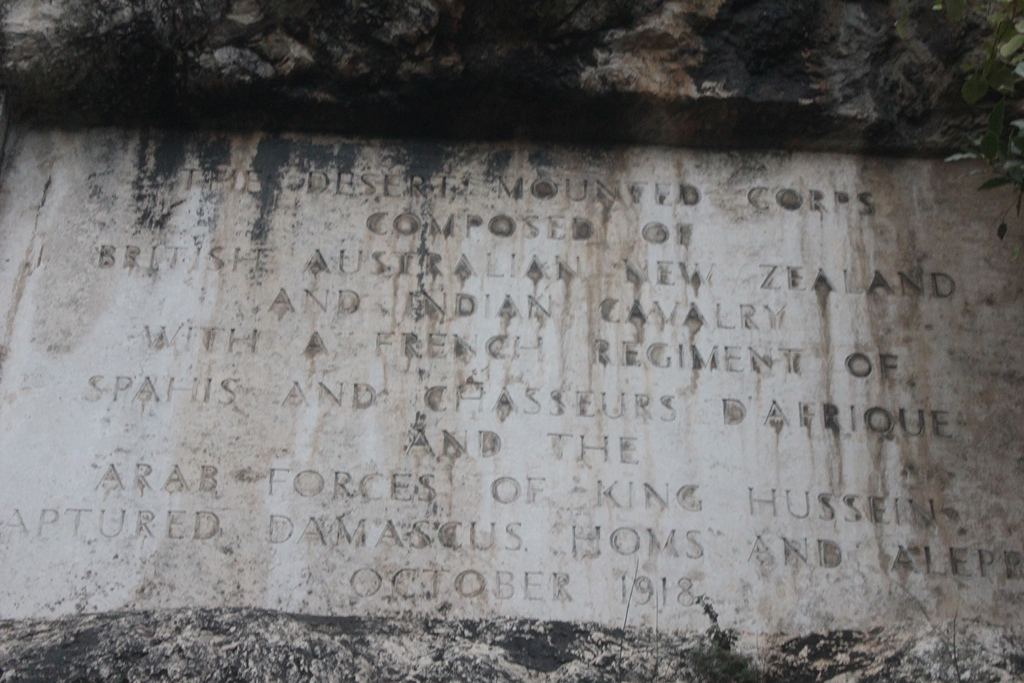
Captura de Damasco, Homs y Aleppo (1918)
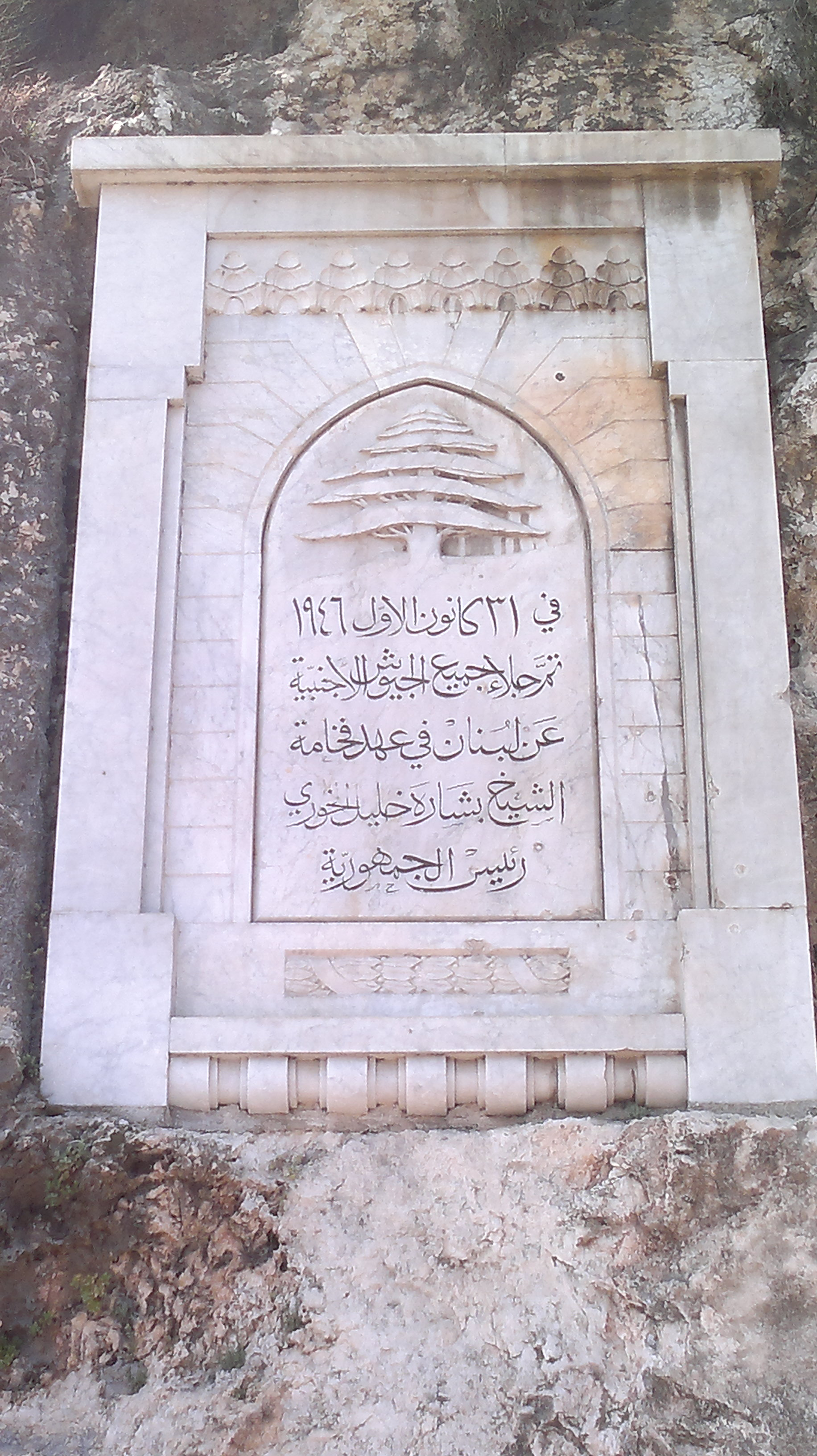
Bechara El Khoury, independencia libanesa (1946)
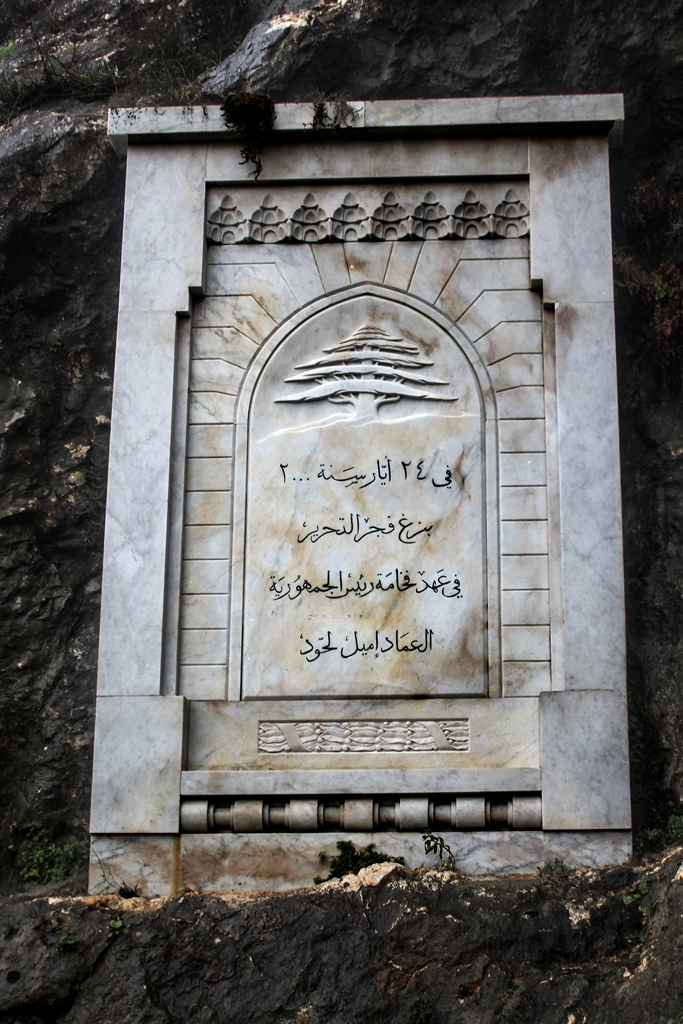
Salida de las tropas israelíes del Líbano (2000)